# Herentals
Herentals er en by og en kommune i den belgiske provins Antwerpen i Flandern. Ud over byen af samme navn finder man i Herentals Kommune også byerne Morkhoven og Noorderwijk. Kommunens areal er på 48,56 km² og indbyggertallet er på 26.759 pr. 1. januar 2010.
Byen Herentals har en række bemærkelsesværdige gamle bygninger, heriblandt St. Katharina-kirken, de gamle byporte Bovenpoort og Zandpoort samt rådhuset. Derudover finder man Hidrodoe, et museum og oplevelsescenter med fokus på vand. Desuden findes en stor chokoladefabrik i byen.